# Чэнцюй (Датун)
Район Чэнцю́й (кит. упр. 城区, пиньинь Chéng qū) — бывший район городского подчинения городского округа Датун провинции Шаньси (КНР). Название в переводе означает «городской район».

## История
Именно в этих местах располагался старый город Датун.
После образования КНР город был в 1949 году административно разделён на четыре района. В 1950 году административное деление было изменено, и четыре района были преобразованы в три. В 1952 году последовало ещё одно изменение административного деления, и районов было оставлено всего два. Наконец, в 1954 году оба района были объединены в один, который стал назваться просто «Городской район» (название сначала записывалось как 市区 («шицюй»), а затем иероглиф «ши» был заменён на сходный по смыслу иероглиф «чэн»). В 1966 году сельскохозяйственные угодья районов Чэнцюй и Куанцюй были выделены в отдельный Пригородный район (郊区).
Решением Госсовета КНР от 9 февраля 2018 года район был расформирован.

## Административное деление
Район делится на 14 уличных комитетов.